# Greenburgh (New York)
Greenburgh est une ville du comté de Westchester dans l'État de New York.

## Géographie
La commune se situe entre Yonkers (New York) et Mount Pleasant (New York). La communauté est entourée de six villages Ardsley, Dobbs Ferry, Elmsford, Hastings-on-Hudson, Irvington et Tarrytown.
Le train Metro-North Railroad, Harlem Line et la Hudson Line (Metro-North) passent par la commune. Les routes Interstate 87, Interstate 287 et US Route 9. Les parcs Bronx River Parkway et le Sprain Brook Parkway rejoignent la commune au sud.

## Personnalités
- Danya Abrams, joueur de basket-ball (1974-).
- Roy Campanella (1921-1993), joueur de baseball.
- Dana Reeve (1961-2006), actrice et la femme de Christopher Reeve.